# 루차노 키아루지
루차노 키아루지(이탈리아어: Luciano Chiarugi 이탈리아어 발음: [luˈtʃaːno kjaˈruːdʒi], 1947년 1월 13일~)는 이탈리아의 축구 선수, 감독으로 현역 시절 공격수로 활동했다.

## 클럽 경력

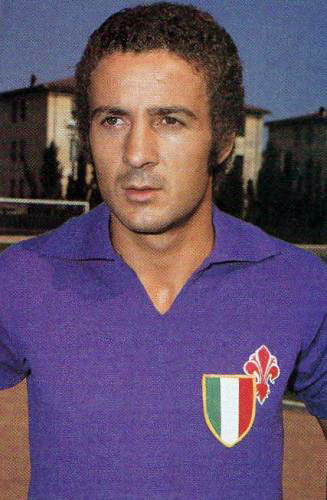
1969년, 피오렌티나의 키아루지

피사도 폰사코 출신인 키아루지는 피오렌티나에서 축구를 시작했고, 1968-69 시즌의 우승 주역이기도 했다. 7년 동안 보라 군단(viola)에서 활약한 키아루지는 1972년에 밀란으로 이적했고, 적흑 군단(rossoneri)의 1972-73 시즌 유러피언 컵위너스컵 우승의 주역이 되었는데, 리즈 유나이티드와의 대회 결승전에서 결승골을 넣어 우승을 견인했고, 득점왕에도 등극했다.
1976년, 그는 나폴리로 미친 말(cavallo pazzo)로 자신과 별명이 같은 조르조 브랄리아와 교체되어 이적했다. 그는 청색 군단(azzurri) 일원으로 코파 이탈리아와 코파 안글로-이탈리아나를 우승했다. 그는 1978-79 시즌에 삼프도리아 소속으로 세리에 B에서 보낸 이듬해에 볼로냐에 입단하여 세리에 A 무대에 복귀했다. 리미니, 론디넬라, 그리고 마세세의 중소 구단을 전전하던 키아루지는 1986년에 현역에서 은퇴를 선언했다.

## 국가대표팀 경력
1967년 튀니스에서 열린 1967년 지중해 게임에 이탈리아 U-21 대표팀으로 참가하여 금메달을 획득했다.
이후 이탈리아 국가대표팀 일원으로 3경기 출전했다. 첫 경기는 3-0으로 이긴 동독과의 1969년 11월 22일 경기였다.

## 경기 방식

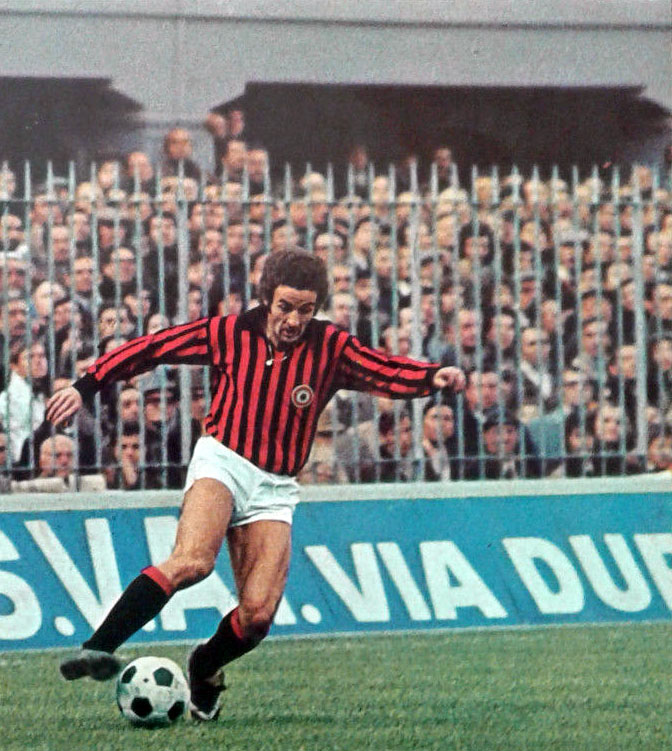
1972-73 시즌, 밀란 소속으로 산 시로에서 활약하는 키아루지

이탈리아 축구계에서 성급한 성격, 주력, 그리고 기술력으로 알려진 그는 미친 말(cavallo pazzo)이라는 별칭이 붙었고, 빠르고, 활력이 넘치며, 매우 창의적인 공격수로 골냄새를 잘 맡고 공몰이에 능해, 개인기 지향적인 경기 방식을 활용하는 것은 물론 화려한 속임수, 알까기로 상대 수비진을 농락했다. 그는 정확한 겨냥과 공 배급 능력을 통해 정지 상황에서 효율적으로 경기를 했다. 그로 인해, 그는 스트라이커나 양쪽의 측면 미드필더로도 활약할 수 있었다. 그러나, 재능이 넘치지만, 넘어지는 연기를 잘 하는 것으로 알려져 있어 이탈리아 언론에서는 이탈리아어 키아루지하다(chiarugismo)라는 표현으로 "넘어지는 연기하다"를 뜻하는 신조어를 만들었다.

## 감독 경력
1986년에 현역에서 은퇴한 후, 키아로지는 피오렌티나 유소년부 기술진에 합류했다. 그는 감독으로 활동할 때 피오렌티나의 감독 대행을 3번 맡았다. 1992-93 시즌에 키아루지는 잔카를로 안토뇨니와 함께 알도 아그로피를 대신해 지휘했지만, 그리 큰 성과를 거두지 못했고, 54년 동안 1부 리그에 속했던 구단이 세리에 B로 강등되는 일을 막지 못했다. 2001년 2월, 파티흐 테림 감독이 떠나면서, 키아루지는 1-2로 패한 바리와의 딱 1경기에서 감독일을 대행했고, 이후 로베르토 만치니 감독이 취임했다. 오타비오 비안키 감독이 떠난 이후에도 극적인 2001-02 시즌에 감독 대행을 1번 더 맡았는데, 시즌을 세리에 B 강등으로 마친 후, 재정난까지 덮치면서 구단이 파산하는 참사가 발생했다.
2007년 11월 14일, 그는 토스카나 세리에 C2의 포지본시 감독이 되었다. 그는 2008년 9월에 성적 부진으로 해임되었다.

## 수상

### 클럽
피오렌티나
- 코파 이탈리아: 1965–66
- 미트로파컵: 1965–66
- 세리에 A: 1968–69

밀란
- 코파 이탈리아: 1972–73
- 유러피언 컵위너스컵: 1972–73

나폴리
- 코파 안글로-이탈리아나: 1976

### 개인
- 유러피언 컵위너스컵 득점왕: 1972–73[11]
- 미트로파컵 득점왕: 1971–72
- 피오렌티나 명예의 전당[12]